# Saint-Laurent-de-Trèves
Saint-Laurent-de-Trèves – miejscowość i dawna gmina we Francji, w regionie Oksytania, w departamencie Lozère. W 2013 roku jej populacja wynosiła 173 mieszkańców. 
W dniu 1 stycznia 2016 roku z połączenia dwóch ówczesnych gmin – Saint-Julien-d’Arpaon oraz Saint-Laurent-de-Trèves – utworzono nową gminę Cans et Cévennes. Siedzibą gminy została miejscowość Saint-Laurent-de-Trèves. 